# Brem Deman
Brem Deman (Asse, 16 mei 2002) is een Belgisch wielrenner.

## Carrière
In 2020, als tweedejaars junior, werd Deman vierde in de door Cian Uijtdebroeks gewonnen Kuurne-Brussel-Kuurne.
In 2025 werd Deman prof bij Team Flanders-Baloise. Zijn debuut voor de ploeg maakte hij op Mallorca, waar hij deelnam aan vier manches van de Challenge Mallorca. In maart maakte hij zijn debuut in de World Tour, toen hij aan de start stond van de Omloop Het Nieuwsblad.

## Palmares
2020
Lenteprijs
2023
Meerhout
2024
Provinciaals Kampioenschap Vlaams-Brabant-Liedekerke
Etappe 4 Ronde van Vlaams-Brabant
Etappe 1 Ronde van Oost-Vlaanderen
Eindklassement Ronde van Oost-Vlaanderen

#### Resultaten in voornaamste wedstrijden
| Jaar | Ronde van Vlaanderen |
| ---- | -------------------- |
| 2025 | 97e                  |

## Ploegen
- 2025 –  Team Flanders-Baloise